# 汪睿
汪睿（1996年1月4日—），中国大陆女歌手。2013年，她以学员身份参加东方卫视音乐选秀节目《中国梦之声》第一季。2014年6月，发行首张个人专辑《RIO》，并举办首场个人演唱会。2016年，以选手身份参加芒果TV音乐选秀节目《2016超级女声》，最终获得全国第六名。2018年，她签约飞宝传媒，成为该公司旗下艺人。2020年，以训练生身份参加爱奇艺偶像女团竞演养成类真人秀节目《青春有你》第二季。